# Podemos Extremadura
Podemos Extremadura es la organización en Extremadura de Podemos. Su secretaria general es Irene de Miguel.

## Resultados electorales

### Congreso de los Diputados
| Congreso de los Diputados |                |         |    |          |        |        |
| Elecciones                | Candidatura    | Escaños | ±  | Posición | Votos  | %      |
| 2015                      | Podemos        | 1/10    | ±0 | 3a       | 82.098 | 12,66% |
| 2016                      | Unidos Podemos | 1/10    | ±0 | 3a       | 80.346 | 13,08% |
| 2019 I                    | Unidas Podemos | 0/10    | 1  | 5a       | 62.544 | 9,52%  |
| 2019 II                   | Unidas Podemos | 0/10    | ±0 | 4a       | 54.072 | 9,11%  |
| 2023                      | Sumar          | 0/9     | ±0 | 4a       | 42.746 | 6.84%  |

### Asamblea de Estremadura
| Elecciones a la Asamblea de Extremadura de 2015 | Álvaro Jaén     | 51.216 | 8.04 % | 6/65 |
| Elecciones a la Asamblea de Extremadura de 2019 | Irene de Miguel | 44.309 | 7.20 % | 4/65 |
| Elecciones a la Asamblea de Extremadura de 2023 | Irene de Miguel | 36.836 | 6.02 % | 4/65 |

## Organización
La organización del partido surge de los documentos aprobados en la tercera Asamblea Ciudadana Estatal de Podemos, también conocida como Vistalegre III, en 2020. Consta de:
- Asamblea Ciudadana Autonómica.
- Consejo Ciudadano Autonómico.
- Coordinación Autonómica.
- Consejo de Coordinación Autonómico.
- Comisión de Garantías Democráticas Autonómica.

Además, la representatividad de los círculos (base de la militancia del partido) se da a través del consejo de círculos, la red de círculos o su presencia en el Consejo Ciudadano Autonómico.